# Otto Piller
Otto Piller, né le 26 juin 1942 à Alterswil (originaire de Planfayon), est une personnalité politique suisse, membre du Parti socialiste, et ancien haut fonctionnaire de l'administration fédérale.

## Biographie
Otto Piller a grandi dans une famille d'ouvriers et de petits exploitants avec de nombreux enfants à Alterswil et a fait un apprentissage en tant que technicien de mesure. Il a ensuite étudié l'électronique à l'École technique de Berthoud et les mathématiques et la physique à l'Université de Fribourg, où il a obtenu son doctorat dans le domaine de la physique nucléaire. 
À partir de 1972, il a travaillé pour l'Office fédéral de métrologie (aujourd'hui Institut fédéral de métrologie), qu'il a dirigé de 1984 à 1996 en tant que directeur. De 1997 au 2003, il a été directeur de l'Office fédéral des assurances sociales. 
De 2004 à 2010, il a été président de la Ligue pulmonaire suisse,.

## Politique
En plus de son travail dans l'administration fédérale, il a été politiquement actif pour le Parti socialiste : de 1976 à 1979, il a été député au Grand Conseil du canton de Fribourg et de 1978 à 1985 conseiller communal dans son lieu de résidence, Alterswil. De 1979 à 1995, il a représenté le canton de Fribourg au Conseil des États et en a été le président en 1992-1993. À la fin de l'année 1994, il soumet une interpellation au Conseil fédéral à propos des fonds en déshérence et est ainsi le premier parlementaire à soulever cette question.
Lors de l'élection du Conseil fédéral de 1995, Piller était l'un des candidats officiels de son parti pour succéder à Otto Stich, mais perdit face à Moritz Leuenberger au cinquième tour de scrutin.

## Œuvres
- Otto Piller, Die soziale Schweiz. Die schweizerischen Sozialwerke im Überblick, Schulthess, Berne, 2006  (ISBN 978-3-258-07097-1).
- Otto Piller, Erinnerungen und Geschichten aus einer bewegten Zeit, Ächerli, Alterswil, 2013.